# Vigne du Monde
La Vigne du Monde est une vigne située dans le village de Féchy dans le canton de Vaud.
Elle a été créée en 1996.
Elle se compose de ceps du monde entier et chaque année au mois de septembre, lors de la Fête du Raisin, quelques ceps d'un nouveau pays viennent l'agrandir.
Les endroits suivants sont déjà représentés :
- 1996 : Savoie
- 1997 : Ukraine et Géorgie
- 1998 : Lucerne Suisse alémanique
- 1999 : Portugal
- 2000 : Afrique du Sud
- 2001 : Italie
- 2002 : Grèce
- 2003 : Hongrie
- 2004 : Espagne
- 2005 : Grand-Duché de Luxembourg
- 2006 : République fédérale d'Allemagne
- 2007 : Roumanie
- 2008 : Argentine
- 2009 : Slovaquie
- 2010 : Royaume-Uni
- 2011 : Nouvelle-Zélande
- 2012 : Japon
- 2013 : Autriche
- 2014 : Liechtenstein
- 2015 : Arménie
- 2016 : Canada
- 2017 : Pays de Vaud